# Boreonymphon robustum
Boreonymphon robustum is een zeespin uit de familie Nymphonidae. De soort behoort tot het geslacht Boreonymphon. Boreonymphon robustum werd in 1855 voor het eerst wetenschappelijk beschreven door Bell. 